# Swiss International Air Lines

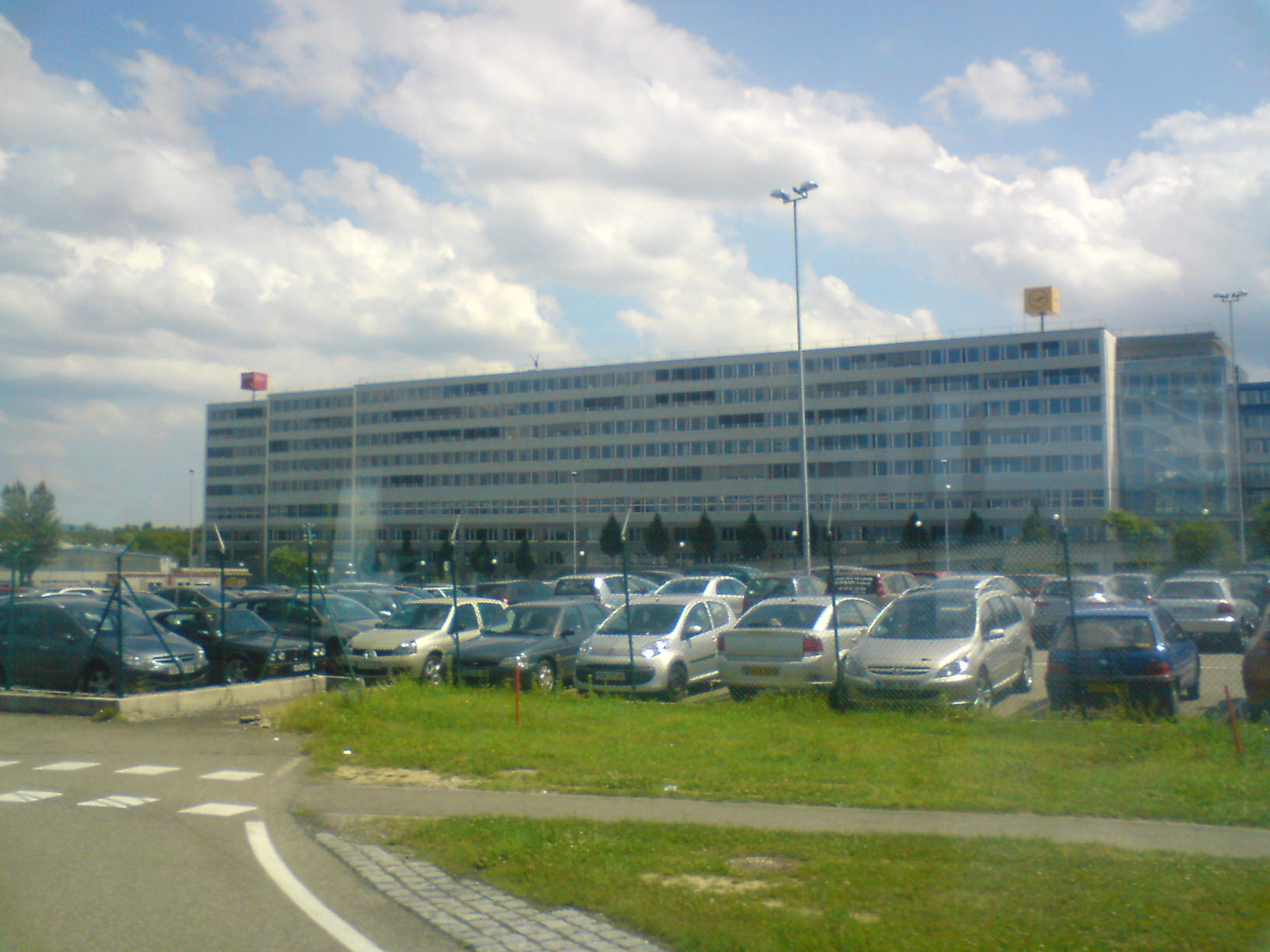
Siedziba główna firmy Swiss International Air Lines

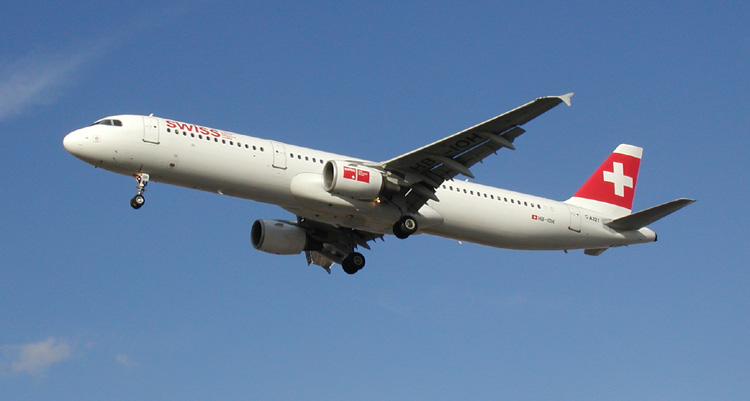
Airbus A321 linii SWISS

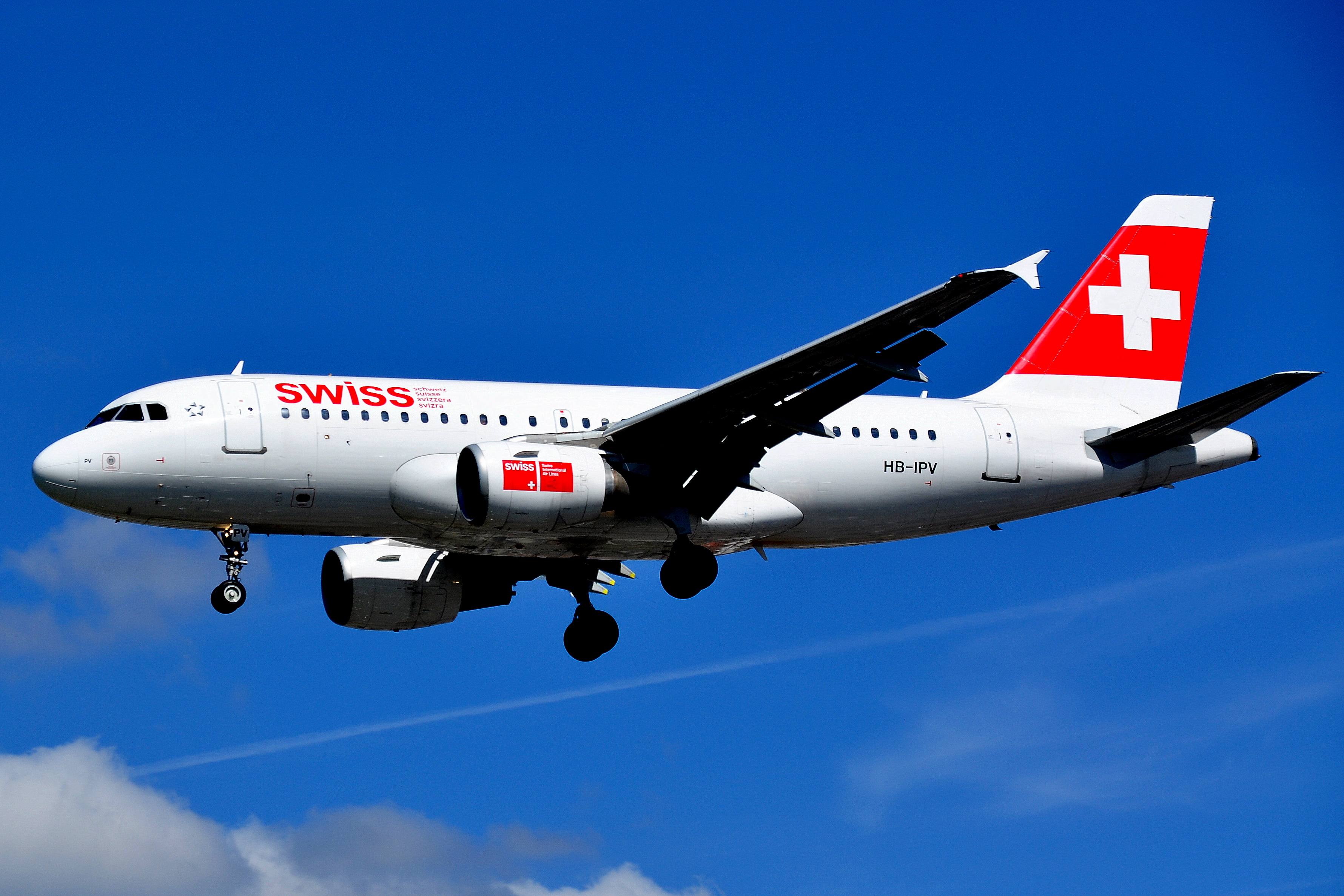
Airbus A319-100 linii SWISS

SWISS (oficjalna nazwa: Swiss International Air Lines) – szwajcarska linia lotnicza z siedzibą w Zurychu. Powstała 31 marca 2002 w wyniku przejęcia części majątku upadłej linii Swissair przez dokapitalizowaną regionalną linię Crossair. Obsługuje połączenia do 113 portów lotniczych w 50 krajach świata. 
Według stanu na koniec 2023 przewoźnik zatrudniał 8,6 tys. osób, w tym 1 279 pilotów, 4 156 stewardess i 3 167 personelu naziemnego.
22 marca 2005 rozpoczął się proces przejęcia SWISS przez niemiecką Lufthansę. 5 lipca 2005 Komisja Europejska wyraziła zgodę na połączenie obu linii. 1 kwietnia 2006 SWISS przystąpił do sojuszu Star Alliance i programu Miles & More.
W listopadzie 2008 SWISS przejął linie lotnicze Edelweiss Air.
Agencja ratingowa Skytrax przyznała liniom cztery gwiazdki.

## Linie partnerskie

### Umowy codeshare
Swiss posiada umowy codeshare z następującymi liniami:
| - Air Canada - Air China - Air France - Austrian Airlines - Avianca Brazil - Brussels Airlines - Croatia Airlines | - Edelweiss Air - Egyptair - El Al - Eurowings - LOT - Lufthansa - SAS | - Singapore Airlines - South African Airways - TAP Portugal - Thai Airways - United Airlines |

## Flota
Według stanu na czerwiec 2025 flota SWISS składała się z 94 samolotów o średnim wieku 11,5 lat:
| Samolot          | Samolot | Samolot   | Liczba miejsc | Liczba miejsc | Liczba miejsc | Liczba miejsc | Liczba miejsc | Uwagi                                     |
| Model            | Aktywne | Zamówione | F             | B             | P             | E             | Łącznie       | Uwagi                                     |
| ---------------- | ------- | --------- | ------------- | ------------- | ------------- | ------------- | ------------- | ----------------------------------------- |
| Airbus A220-100  | 9       | –         | –             | –             | –             | 125           | 125           | Elastyczna konfiguracja miejsc klas B i E |
| Airbus A220-300  | 21      | –         | –             | –             | –             | 145           | 145           | Elastyczna konfiguracja miejsc klas B i E |
| Airbus A320-200  | 11      | –         | –             | –             | –             | 180           | 180           | Elastyczna konfiguracja miejsc klas B i E |
| Airbus A320neo   | 11      | 6         | –             | –             | –             | 180           | 180           | Elastyczna konfiguracja miejsc klas B i E |
| Airbus A321-100  | 3       | –         | –             | –             | –             | 219           | 219           | Elastyczna konfiguracja miejsc klas B i E |
| Airbus A321-200  | 3       | –         | –             | –             | –             | 219           | 219           | Elastyczna konfiguracja miejsc klas B i E |
| Airbus A321neo   | 6       | 2         | –             | –             | –             | 215           | 215           | Elastyczna konfiguracja miejsc klas B i E |
| Airbus A330-300  | 14      | –         | 8             | 45            | –             | 183           | 236           |                                           |
| Airbus A340-300  | 4       | –         | 8             | 42            | 21            | 144           | 215           | Planowane wycofanie do 2025               |
| Airbus A350-900  | –       | 5         | 4             | 45            | 38            | 156           | 243           | Planowane dostarczenie w 2025             |
| Boeing 777-300ER | 12      | –         | 8             | 62            | 24            | 226           | 320           |                                           |
| Łącznie          | 94      | 13        |               |               |               |               |               |                                           |